# CDC Manicoré
CDC Manicoré is een Braziliaanse voetbalclub uit Manicoré in de staat Amazonas.

## Geschiedenis
De club werd opgericht in 2007 met de bedoeling om in de Segunda Divisão van het Campeonato Amazonense te gaan spelen. De tweede profklasse van de staatscompetitie werd na meer dan veertig jaar heringevoerd. De club was tevens de eerste profclub uit de regio Madeira. Na twee seizoenen promoveerde de club naar de hoogste klasse. In het eerste seizoen werd de degradatie net vermeden, maar in 2010 volgde dan toch de degradatie. Het volgende seizoen werd de club tweede nadat ze de titelfinale verloren van Grêmio Coariense en promoveerde zo terug naar de hoogste klasse. In het eerste toernooi deed de club het goed, maar in het tweede toernooi behaalden ze maar vijf punten en ze degradeerden weer. Het volgende seizoen was niet succesvol en de club werd in 2014 verplaatst naar Nova Olinda do Norte en speelde als CDC Nova Olinda. Na 2014 trok ook deze club zich terug uit het profvoetbal.
In 2017 keerde de club terug naar het profvoetbal en kon promotie afdwingen naar de hoogste klasse. Echter kon de club het behoud niet verzekeren daar.